# 心叶水柏枝
心叶水柏枝（学名：Myricaria pulcherrima）为柽柳科水柏枝属下的一个种。